# 田上和枝
田上 和枝（たがみ かずえ、1936年3月18日 - ）は、日本の元女性声優。

## 略歴
跡見学園高等部卒業。俳優座養成所を経て、1958年に劇団三期会に入団後、高松里友子事務所を経て、フリー。
声優引退後は、大久保で喫茶店「あてれこ」を経営している。

## 人物
本名は金井 和枝（旧姓 田上）。旧芸名は井上 和枝。夫は劇団青年座で製作者を務め、西田敏行の師匠としても知られる金井彰久（1936年 - 2001年10月18日）。長女は同じく声優のかないみか。
声種はメゾソプラノ。
『鉄腕アトム (アニメ第1作)』のアトムの声を演じた清水マリが産休のため、代役として田上が声を演じたことがあった。
1962年、劇団三期会・劇団新人会・劇団青年座・劇団仲間・俳優小劇場の合同公演『真田風雲録』の千姫役に抜擢される。本来出演が予定されていた宮崎恭子が個人的な事情で降板したため、稽古時の代役として田上が演じた千姫の演技が評価され正式に起用が決定した。
趣味・特技は水泳、読書、麻雀、競馬。

## 出演作品
※太字はメインキャラクター。

### テレビアニメ
1963年
- エイトマン（桧垣一郎、オオガマサミ）
- 鉄腕アトム (アニメ第1作)（アトム〈代役〉 他）

1964年
- 狼少年ケン（1964年 - 1965年、チッチ）

1965年
- オバケのQ太郎（大原正太）
- 新宝島（ジム少年）

1966年
- おそ松くん（チビ太〈初代〉）

1967年
- ピュンピュン丸（1967年 - 1970年、ピュンピュン丸）

1968年
- 魔法使いサリー（デン子、金太郎）

1969年
- 紅三四郎（ジュン少年）
- 忍風カムイ外伝（子供）
- もーれつア太郎（ススム少年、土地成金の息子、チビ太、第42話予告ナレーション）

1975年
- わんぱく大昔クムクム（クムクム）

1977年
- 氷河戦士ガイスラッガー（浩）

### 劇場アニメ
- 鉄腕アトム 宇宙の勇者（1964年7月、ベム）
- 狼少年ケン（チッチ）
  - おく病なライオン（1965年3月）
  - 地底の女王（1965年12月）
- オバケのQ太郎（1965年12月、大原正太）※まんが大行進
  - 台風が来るぞの巻
  - オバケのQ太郎 忍術修業の巻

### 吹き替え
- ビーバーちゃん（ビーバー[5]）

### 舞台
- 真田風雲録（1962年） - 千姫[5]

### その他コンテンツ
- 東芝EMI懐かしソングシリーズ 懐かしのCMソング大全(2) 1959年 - 1966年
- デビィ・クロケット - 西部の王者 -（1964年、アレッド[15]）